# Modjadjiskloof
Modjadjiskloof (deutsch etwa: „Modjadjis Schlucht“; bis 2004 Duiwelskloof, deutsch etwa: „Teufelsschlucht“) ist eine Stadt in der südafrikanischen Provinz Limpopo. Sie ist Verwaltungssitz der Gemeinde Greater Letaba im Distrikt Mopani.

## Geographie
2011 hatte Modjadjiskloof 1815 Einwohner (Volkszählung 2011). Die Stadt liegt am Fuß des Great Escarpment.

## Geschichte
1920 wurde der Ort Duiwelskloof als Ort gegründet. Bereits 1914 wurde ein Bahnhof Modjadji gebaut, der später in Duiwelskloof umbenannt wurde und bis heute besteht. 2004 wurde die Stadt zu Ehren der „Regenkönigin“ Modjadji, dem Oberhaupt der Balobedu, umbenannt. Der Ort ist das Zentrum des Siedlungsgebiets der Balobedu, einer Gruppe der Bapedi.

## Wirtschaft und Verkehr
In der Umgebung wird Forstwirtschaft betrieben.
Die Fernstraße R36 führt etwa in Nord-Süd-Richtung durch die Stadt und verbindet die N1 bei Louis Trichardt mit Tzaneen. Modjadjiskloof liegt an der Bahnstrecke Soekmekaar–Komatipoort, die auch den Süden von Simbabwe mit dem Süden von Mosambik verbindet, und wird im Güterverkehr bedient.